# Lista över Sloveniens kommuner

Sloveniens kommunindelning 2011

Slovenien är indelat i 211 kommuner (občine, singular – Občina ), varav 11 är både kommun och stad.

## Lista över Sloveniens kommuner
2011 var Slovenien indelat i 211 kommuner, varav 11 både är kommun och stad (skrivet i fetstil).
| - Ajdovščina - Ankaran - Apače - Beltinci - Benedikt - Bistrica ob Sotli - Bled - Bloke - Bohinj - Borovnica - Bovec - Braslovče - Brda - Brezovica - Brežice - Cankova - Celje - Cerklje na Gorenjskem - Cerknica - Cerkno - Cerkvenjak - Cirkulane - Črenšovci - Črna na Koroškem - Črnomelj - Destrnik - Divača - Dobje - Dobrepolje - Dobrna - Dobrova-Polhov Gradec - Dobrovnik - Dol pri Ljubljani - Dolenjske Toplice - Domžale - Dornava - Dravograd - Duplek - Gorenja vas-Poljane - Gorišnica - Gorje - Gornja Radgona - Gornji Grad - Gornji Petrovci - Grad - Grosuplje - Hajdina - Hoče-Slivnica - Hodoš - Horjul - Hrastnik - Hrpelje-Kozina - Idrija - Ig - Ilirska Bistrica - Ivančna Gorica - Izola - Jesenice - Jezersko - Juršinci - Kamnik - Kanal ob Soči - Kidričevo - Kobarid - Kobilje - Kočevje - Komen - Komenda - Koper - Kostanjevica na Krki - Kostel | - Kozje - Kranj - Kranjska Gora - Križevci - Krško - Kungota - Kuzma - Laško - Lenart - Lendava - Litija - Ljubljana - Ljubno - Ljutomer - Log-Dragomer - Logatec - Loška Dolina - Loški Potok - Lovrenc na Pohorju - Luče - Lukovica - Majšperk - Makole - Maribor - Markovci - Medvode - Mengeš - Metlika - Mežica - Miklavž na Dravskem polju - Miren-Kostanjevica - Mirna - Mirna Peč - Mislinja - Mokronog-Trebelno - Moravče - Moravske Toplice - Mozirje - Murska Sobota - Muta - Naklo - Nazarje - Nova Gorica - Novo mesto - Odranci - Oplotnica - Ormož - Osilnica - Pesnica - Piran - Pivka - Podčetrtek - Podlehnik - Podvelka - Poljčane - Polzela - Postojna - Prebold - Preddvor - Prevalje - Ptuj - Puconci - Rače-Fram - Radeče - Radenci - Radlje ob Dravi - Radovljica - Ravne na Koroškem - Razkrižje - Rečica ob Savinji - Renče-Vogrsko | - Ribnica - Ribnica na Pohorju - Rogaška Slatina - Rogašovci - Rogatec - Ruše - Selnica ob Dravi - Semič - Sevnica - Sežana - Slovenj Gradec - Slovenska Bistrica - Slovenske Konjice - Sodražica - Solčava - Središče ob Dravi - Starše - Straža - Sveta Ana - Sveta Trojica v Slovenskih goricah - Sveti Andraž v Slovenskih goricah - Sveti Jurij ob Ščavnici - Sveti Jurij v Slovenskih goricah - Sveti Tomaž - Šalovci - Šempeter-Vrtojba - Šenčur - Šentilj - Šentjernej - Šentjur pri Celju - Šentrupert - Škocjan - Škofja Loka - Škofljica - Šmarje pri Jelšah - Šmarješke Toplice - Šmartno ob Paki - Šmartno pri Litiji - Šoštanj - Štore - Tabor - Tišina - Tolmin - Trbovlje - Trebnje - Trnovska vas - Trzin - Tržič - Turnišče - Velenje - Velika Polana - Velike Lašče - Veržej - Videm - Vipava - Vitanje - Vodice - Vojnik - Vransko - Vrhnika - Vuzenica - Zagorje ob Savi - Zavrč - Zreče - Žalec - Železniki - Žetale - Žiri - Žirovnica - Žužemberk |